# キャプテンフラッグ
『キャプテンフラッグ』はジャレコから1993年にリリースされたエレメカタイプのプライズゲームである。続編である『VSスーパー・キャプテンフラッグ』についても合わせて説明する。

## 概要
海賊船の船員を相手に繰り広げる対戦型旗上げゲーム。ゲーム本編では上下2方向レバー2本を使用、第1戦のキャラクター選択とボーナスゲームでは決定ボタンも併用する。
赤旗を左手に、白旗を右手に持ち、指示に従って旗を上げ下げする。宝島に向かう船を模したゲージが設けられており、対戦相手よりも早く正確に指示に従って上げ下げすればゲージが進む。先に宝島に到達した側が勝利となる。
海賊船の手下との対決（2本勝ち抜け）に勝利すると、船長との対決（1本勝負）となる。勝利すると景品獲得のチャンスが得られるボーナスゲームとなる。
ボーナスゲームでは2つの宝箱が現れ、一方には宝が入っており他方は空っぽである旨が示される。2つの宝箱のふたが閉じられた後、高速回転を始め、しばらく後に左右に並んで停止する。宝の入った宝箱側の旗を上げると、景品獲得となる。
ボーナスゲームあるいはゲームオーバー後、プレイヤーの反応速度が表示される。
対戦プレイも可能である。2本勝ち抜けで、勝者は引き続いて通常のCPU戦をプレイする権利が得られる。

### 旗の上げ下げの詳細
「上げる」「下げる」の指示がある場合、左右指示された色の旗を制限時間内に上げ下げする必要がある。制限時間以内に正しく上げ下げできなかった場合（制限時間切れの場合や、誤って上げ下げした場合）は、相手のゲージが進むことになる。また、制限時間以内に正しく上げ下げできたとしても、相手がより早く正確に上げ下げした場合は、相手のゲージが進むことになる。
上記のゲージの進みは重複するため、「制限時間切れや上げ下げの誤り」かつ「相手が正しく上げ下げした」場合は、「制限時間以内に上げ下げしたが、相手よりも遅かった」場合よりも相手のゲージは大きく進むこととなる。また「両者が制限時間以内に上げ下げできなかった」や「両者が間違った」場合は両者のゲージが進むこととなる。
「上げる」の代わりに「上げて」「上げない」「上げないで」と指示する場合（「下げる」も同様）や、早口で指示する場合など、上げ下げ指示にはいくつかバリエーションがある。「上げない」「下げない」などの場合に旗を上げ下げすると、「上げ下げの誤り」と判定され、相手のゲージが進むことになる。

## シリーズ作品

### キャプテンフラッグ
シリーズ第1作目。

### VSスーパー・キャプテンフラッグ
シリーズ第2作目。対戦が可能となり、新キャラクターとしてジェニーとアレックスが追加された。

## 登場キャラクター
ロージとフラッグはいずれもシリーズの最終ボスとして登場する。
ジャン
子供の乗組員。
チャンキー
一見頼りなさそうな風貌の乗組員。
ミッキー
一見ハンサムな風貌の乗組員だが、ゲーム中はたびたび顔が崩れる。
シンディ
黄色いロングヘアの女性乗組員。
ジェニー
『VSスーパー』のみ登場。セクシーな風貌と衣装でターザンの雄叫びと共に船上に登場する。
アレックス
『VSスーパー』のみ登場。コワモテかつ筋骨隆々の風貌をしている。
ロージ
海賊船の副船長。
フラッグ
海賊船の船長。

## その他
- 海賊船の船員との戦いは、設定によって1本勝負となることもある。
- 制限時間切れや操作遅れ時の、ゲージ移動量は、設定によって変更することができる。移動量が少なければ、その分、長時間プレイすることが可能となる。
- 景品排出はボーナスゲームで宝箱を当てることで得られる演出となっているが、実際には設定された排出率に基づくランダム排出である。ただし、電源投入後の投入金額に対する排出率であるため、ボーナスゲームに到達しなかったプレイが多ければ、その分排出の可能性は高まることとなる。また、設定には0%や100%があり、これらに設定されている場合は、必ず排出されない / 必ず排出されることとなる。